# 阿馬魯鄉 (布澤烏縣)
44°55′40″N 26°35′20″E / 44.92778°N 26.58889°E
阿馬魯鄉（羅馬尼亞語：Comuna Amaru, Buzău），是羅馬尼亞的鄉份，位於該國東南部，由布澤烏縣負責管轄，面積68平方公里，海拔高度77米，2007年人口2,503，人口密度每平方公里37人。